# Amata hesperitis
Amata hesperitis là một loài bướm đêm thuộc phân họ Arctiinae, họ Erebidae.